# KB-Hallen

Den nya KB-Hallen, november 2019.

KB-Hallen, av verksamhetsutövaren skrivet K.B. Hallen, är en mäss- och konserthall i Frederiksberg intill Köpenhamn, Danmark. Hallen var när den invigdes 1938 Europas största privatägda idrottsanläggning.
Den 28 september 2011 totalförstördes hallen i en våldsam brand, men återinvigdes i januari 2019.

## Galleri

Interiörbild från den återuppbyggda hallen i december 2018, strax innan invigningen.
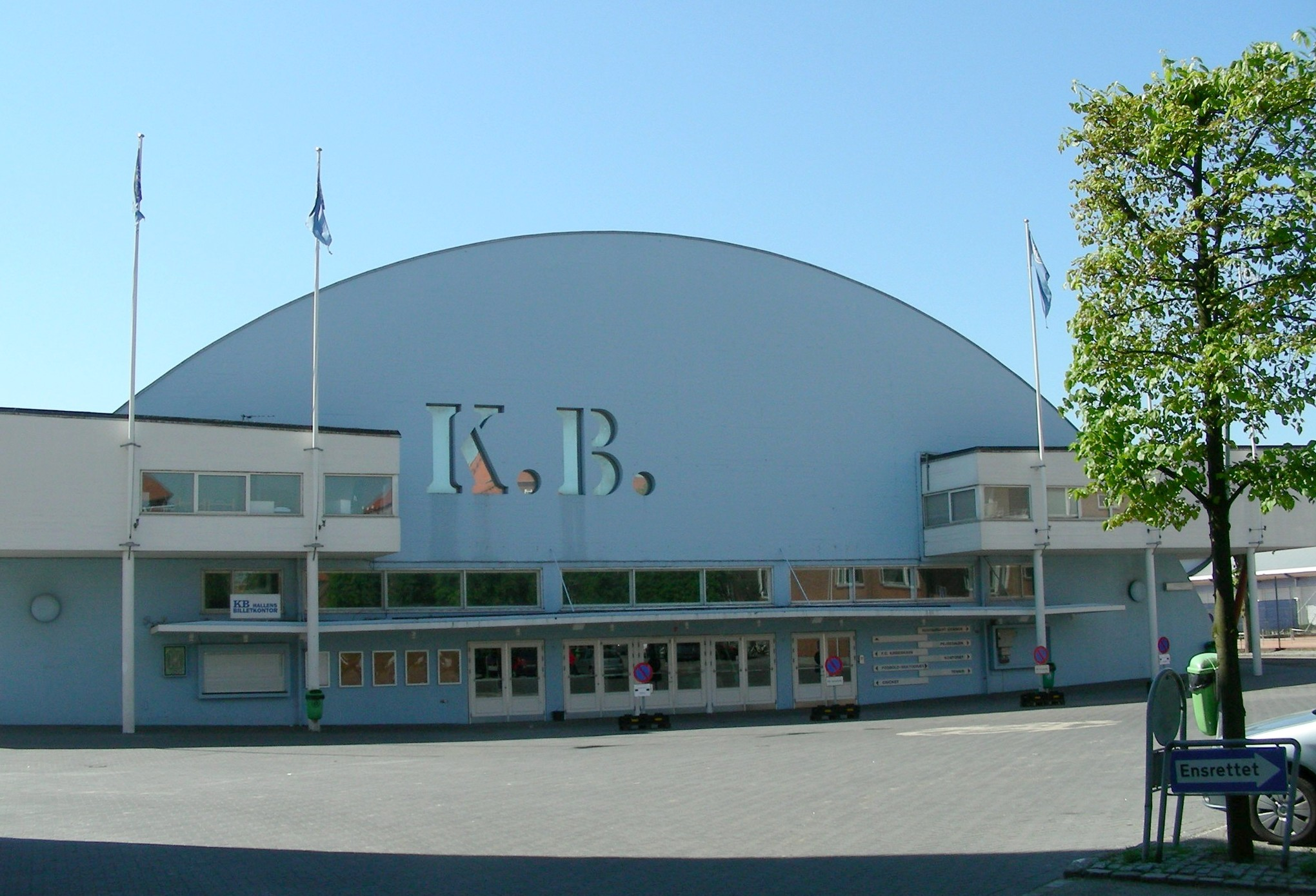
KB-Hallen innan branden, 2006.
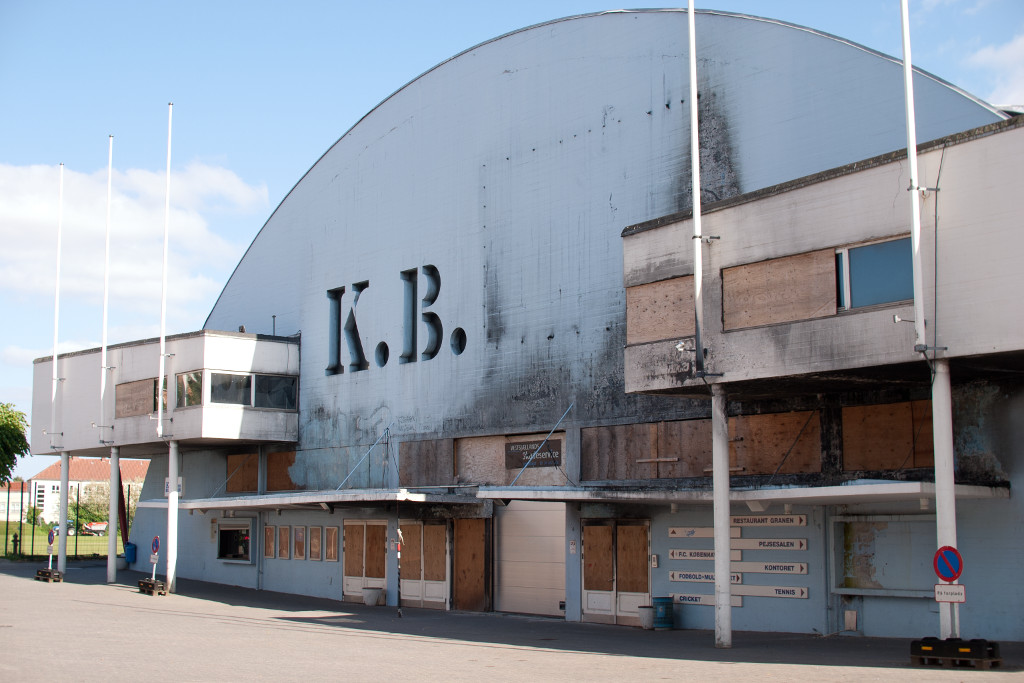
KB-Hallen efter branden. Fotot taget 2013.